# Leonor Velao Oñate
Leonor Velao Oñate (?, 12 de novembre de 1872 - Castelló de la Plana, 12 de setembre de 1928) fou una pedagoga i professora de labors.

## Biografia
Leonor Velao Oñate va iniciar la seua tasca docent com a professora numerària de Labors i Economia Domèstica de l'Escola Elemental de Mestres de Castelló, el 17 de juny de 1912. Aquesta activitat en aquella època es considerava important per a les alumnes, destinades a ser mares i ocupar-se de la llar. No obstant això, la seua formació era àmplia, ja que va impartir docència en altres assignatures com ara Geografia i Història Universal d'Espanya, Dret i Legislació Escolar.
El novembre de 1912 el claustre va acordar nomenar-la secretària del centre, i en sessió de 10 de febrer de 1913, se li va encarregar la direcció de l'Escola, i va estar en el càrrec fins al 10 de febrer de 1919. Va tornar a tenir la direcció el 1925, per cessament de la professora Elvira Bermells Martínez, fins al 1927, la qual cosa ens indica que la seua gestió en anys anteriors havia sigut positiva. Sent Leonor Velao directora, la Normal Femenina de Castelló va obtenir el rang d'Escola Superior el 1913 i, a partir de 1914, es va ampliar i va millorar notablement la formació de les mestres amb l'aplicació del Pla Bergamín. Aquest Pla, amb clar predomini dels coneixements de caràcter enciclopèdic i general sobre els pedagògics era de quatre cursos, amb l'examen d'ingrés i pràctiques intercalades entre tercer i quart. Amb aquest naix una sola titulació de mestre i desapareix l'anterior diferenciació entre mestres elementals i superiors.
Atesos els seus coneixements d'història, a l'octubre de 1915 va dictar una conferència sobre la vida de Colom, a propòsit de la festa commemorativa del descobriment d'Amèrica, que el rector de la Universitat de València havia invitat a commemorar i que la Normal va celebrar amb diferents actes i conferències.
Es va preocupar per adquirir material nou per a exercir una metodologia d'ensenyament moderna en diferents assignatures, seguint els passos de la seua antecessora Avelina Tovar Andrade, que va exercir la direcció des de 1909 fins al 1912. El 1909 les professores i les alumnes van participar en el congrés pedagògic que es va celebrar a València amb motiu de l'exposició regional.
En especial volem destacar la seua gestió per modernitzar també la infraestructura del centre en les seues aules, sala d'actes i biblioteca, de la qual va catalogar tots els llibres. També es va preocupar de les millores higièniques de l'Escola.